# Gary Williams
Pour les articles homonymes, voir Williams.
Gary Williams est un footballeur anglais né le 17 juin 1960 à Wolverhampton. Il évoluait au poste de défenseur.

## Biographie
Gary Williams est joueur d'Aston Villa de 1978 à 1987,.
Après une première saison avec Villa, il est prêté en 1979 à Walsall FC,.
De retour à Villa, il est sacré Champion d'Angleterre en 1981.
Aston Villa remporte la Coupe des clubs champions lors de la campagne 1981-1982. Williams dispute sept matchs dont la finale remportée 1-0 contre le Bayern Munich,.
Il remporte la Supercoupe de l'UEFA 1982,.
En 1987, Williams rejoint Leeds United,.
Lors de la saison 1990-1991, il est joueur du Watford FC,.
Après trois saisons sous les couleurs de Bradford City, il raccroche les crampons en 1994,.

## Palmarès
Aston Villa
| - Championnat d'Angleterre (1) : - Champion : 1980-81. - Coupe des clubs champions (1) : - Vainqueur : 1981-82. |  | - Supercoupe de l'UEFA (1) : - Vainqueur : 1982. |